# Équipe du Guyana de rugby à XV
L'équipe de Guyana de rugby à XV rassemble les meilleurs joueurs de rugby à XV de Guyana. Elle ne s'est pas encore qualifiée pour disputer une Coupe du monde mais elle a participé aux tournois qualificatifs.

## Histoire
Guyana fait ses débuts internationaux en 1966, contre l'équipe de Barbade, dans ce qui est la première édition du Championnat des Caraïbes, remportée par l'équipe de Guyana.
Guyana tente pour la première fois de se qualifier pour la Coupe du monde de rugby à XV 2003 en Australie. Ils sont éliminés par les Îles Caïmans.
En 2005 Guyana prend part au tournoi des Amériques qualificatif pour la Coupe du monde de rugby à XV 2007 en France. Ils font partie de la poule Sud du Tour 1a en compagnie de Barbade, du Trinité-et-Tobago et de Sainte-Lucie. Guyana gagne deux de ses trois matchs et termine à la deuxième place du groupe et stoppant là leur parcours.
L'équipe de Guyana est classée à la 57e place au classement WR du 29 novembre 2021.

## Palmarès
- Coupe du monde
  - 1987 : pas invitée
  - 1991 : pas concouru
  - 1995 : pas concouru
  - 1999 : pas concouru
  - 2003 : pas qualifiée
  - 2007 : pas qualifiée
  - 2011 : pas qualifiée
  - 2015 : pas qualifiée
  - 2019 : pas qualifiée